# Breguet 16
Breguet 16 là một loại máy bay ném bom hai tầng cánh chế tạo ở Pháp khi Chiến tranh thế giới I kết thúc.

## Biến thể
Bre.16Bn.2

## Quốc gia sử dụng
Đài Loan
- Không quân Trung Hoa Dân quốc

 Tiệp Khắc
- Không quân Tiệp Khắc

 Pháp
- Không quân Pháp

 Bồ Đào Nha
- Không quân Bồ Đào Nha

## Tính năng kỹ chiến thuật
Đặc điểm tổng quát
- Kíp lái: 2
- Chiều dài: 9,55 m (31 ft 4 in)
- Sải cánh: 16,96 m (55 ft 8 in)
- Chiều cao: 3,32 m (10 ft 11 in)
- Diện tích cánh: 75,5 m2 (813 ft2)
- Trọng lượng rỗng: 1.265 kg (2.789 lb)
- Trọng lượng có tải: 2.200 kg (4.850 lb)
- Powerplant: 1 × Renault 12Fe, 224 kW (300 hp)

Hiệu suất bay
- Vận tốc cực đại: 160 km/h (99 mph)
- Tầm bay: 900 km (559 dặm)
- Trần bay: 4.600 m (15.090 ft)

Vũ khí trang bị
- 1 × súng máy Lewis 7,7 mm (.303 in)
- 550 kg (1,213 lb) bom